# Виступовичі (пункт контролю)
51°31′0.9″ пн. ш. 28°59′6.9″ сх. д. / 51.516917° пн. ш. 28.985250° сх. д.
Виступо́вичі — пункт пропуску через державний кордон України на кордоні з Білоруссю. Через пропускний пункт здійснюється два види пропуску: залізничний та автомобільний.

## Автомобільний пункт пропуску
Розташований у Житомирській області, Овруцький район, поблизу села Рудня, на 9 км далі від кордону за село Виступовичі, на автошляху М21. З білоруського боку знаходиться пункт пропуску «Нова Рудня» на трасі Р31 у напрямку Мозиря.
Вид пункту пропуску — автомобільний. Статус пункту пропуску — міжнародний.
Характер перевезень — пасажирський, вантажний.
Окрім радіологічного, митного та прикордонного контролю, автомобільний пункт пропуску «Виступовичі» може здійснювати санітарний, фітосанітарний, ветеринарний, екологічний контроль та контроль Служби міжнародних автомобільних перевезень.
Автомобільний пункт пропуску «Виступовичі» входить до складу митного посту «Овруч» Житомирської митниці. Код пункту пропуску — 10102 03 00 (11).

## Залізничний пункт пропуску
Залізничний пункт пропуску формально розташований у селі Виступовичі Овруцького району Житомирській області. Втім, реально контроль на цьому пункті пропуску не здійснюється через відсутність у Виступовичах залізничної станції, натомість для поїздів лінії Овруч — Калинковичі (Білорусь) використовуються пункти контролю «Бережесть», «Овруч» та «Коростень»
З білоруського боку знаходиться пункт пропуску «Словечно».
Вид пункту пропуску — залізничний. Статус пункту пропуску — міжнародний.
Характер перевезень — пасажирський, вантажний.
Окрім радіологічного, митного та прикордонного контролю, залізничний пункт пропуску «Виступовичі» може здійснювати санітарний та ветеринарний контроль.

## Галерея

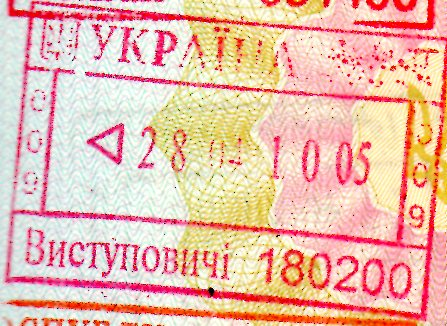
Штамп залізничного пункту пропуску "Виступовичі"

.